# Water-roll
El Water-roll es una disciplina deportiva acuática consistente en la rotación subacuática constante y continuada del deportista durante la mayor duración posible. Se trata de un deporte que combina coordinación, fuerza y apnea. Existen dos modalidades de water-roll paralelas aunque con igual reglamentación, una en piscina y otra que se realiza en el mar denominada “en aguas bravas”. 

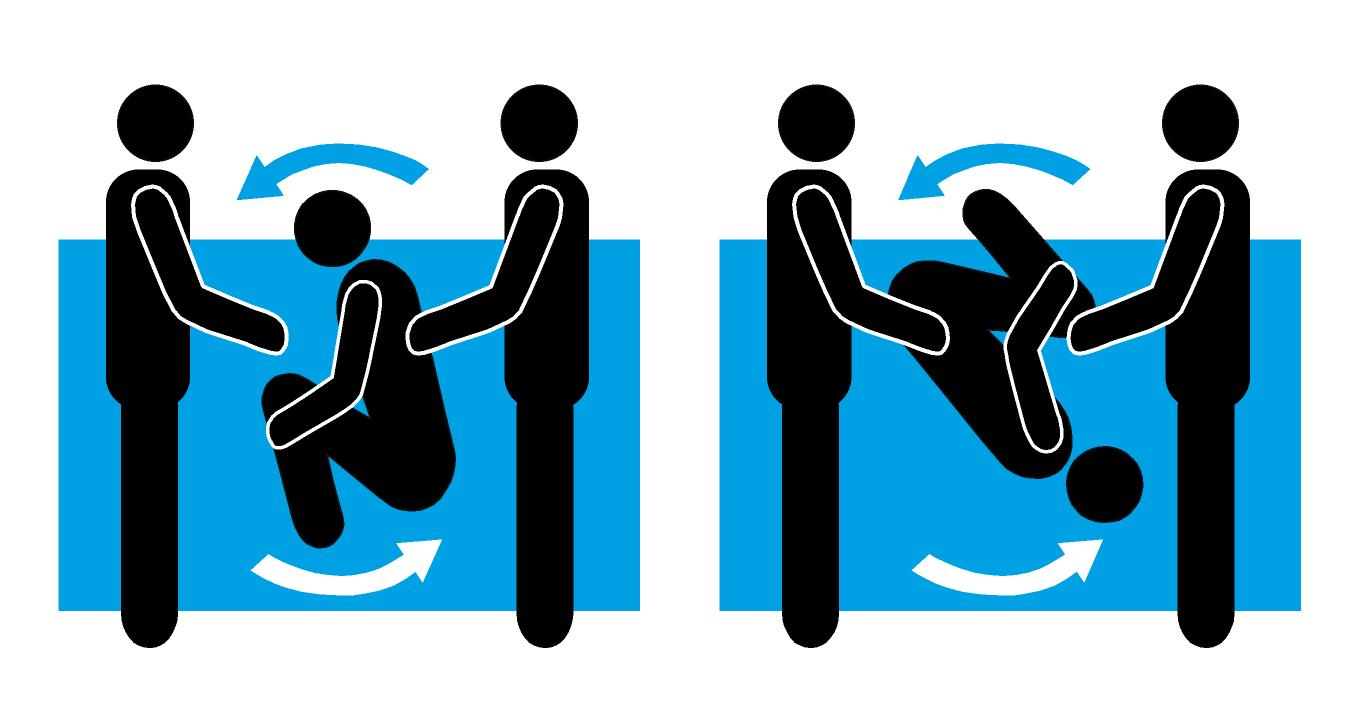

## Historia
El Water-roll es un deporte joven surgido en los años 80 en el ámbito de la Europa del Este, en un contexto histórico en el que la influencia soviética a su lado del Telón de Acero iba debilitándose por lo que se desarrollaron disciplinas deportivas que supusiesen referentes culturales y nexos de unión entre países afines. Pronto destacaron en el water-roll países como Rumanía, Checoslovaquia, y especialmente Hungría. En 1987 se celebró en Odesa el I Campeonato Internacional de Water-roll, torneo que desde aquel momento ha venido celebrándose cada cuatro años.
Con la llegada del siglo XXI esta disciplina trascendió de las fronteras de Europa del Este y comenzó a darse a conocer en la Europa Occidental, Estados Unidos y Canadá, con un interés y seguimiento creciente, especialmente tras la victoria de los Países Bajos en el Campeonato de Londres del 2003.
En España, al igual que al resto de Europa Occidental, comenzó a practicarse minoritariamente con el nuevo siglo, con un mayor seguimiento en Andalucía. Actualmente este deporte en España es practicado por water-rollistas amateur con los que, en las competiciones internacionales, se compone la selección nacional. En España, no obstante, está en un periodo de difusión.

## Reglamentación
El Water-roll es un deporte de equipo, un equipo formado por cuatro componentes con funciones diferentes:
- El Water-roller. Es el deportista que realiza la actividad subacuática en sí. Es quien efectúa las rotaciones bajo el agua impulsado por sus Assitants durante el tiempo que sea capaz de mantener la respiración bajo el agua. El Water-roller debe trabajar la concentración, la postura hidrodinámica, la apnea y la relajación mental. 
- El Force-Assistant. Es el deportista especialmente encargado de imprimir la fuerza que hace rotar al water-roller. Se posiciona de pie a un lado del water-roller y perperdicularmente a este.
- El Balance-Assistant. Es el deportista especialmente encargado de que las rotaciones se efectúen en el mismo eje para el mantenimiento de la posición y para una mayor optimización del esfuerzo. Se coloca al otro lado del water-roller y perpendicular a éste.

Tanto el Force como el Balance hacen labores tanto de fuerza como de mantenimiento del eje, pero cada uno se centra de una de ellas, en una proporción aproximada del 70%-30%. 

- El Rescue-Assistant. Es el deportista encargado de la seguridad del water-roller una vez que éste emerge a la superficie al final de su ejercicio. Se trata de un momento en el que el water-roller se encuentra desorientado, aturdido y con dificultades para respirar. La función principal del Rescue-Assistant es hacerse cargo del roller, elevarlo en la superficie, hacer que no caiga de nuevo al agua y ayudarle a respirar. El Rescue Assistant también ayuda en la coordinación entre el Force y el Balance. Este asistente se ubica frente al water-roller.

## Ejercicio
El equipo de water-roll se ubica en mar o piscina a una profundidad aproximada de 120 centímetros (que se correspondería orientativamente con la altura de los pezones). En la práctica de este deporte en España existe una costumbre asociada a la tradición de esta disciplina consistente en que el water-roller siempre se oriente hacia el Muelle de las Carabelas de Palos de la Frontera (Huelva)[cita requerida]. El water-roller antes del ejercicio realiza un procedimiento de relajación y optimización de la capacidad pulmonar denominado “vientreo” consistente precisamente en la dilatación y contracción del vientre. Cuando se siente preparado se sumerge en el agua en posición fetal siendo inmediatamente impulsado rotacionalmente hacia delante por el force y el balance-assistant, uno imprimiendo fuerza de rotación y otro manteniendo el eje y el equilibrio. La coordinación y el entendimiento entre estos dos asistentes es fundamental para un rápido y correcto giro subacuático. El ejercicio dura el tiempo que el water-roller sea capaz de mantener la respiración, siendo antirreglamentario que éste aspire aire en el caso de que durante sus vueltas su cara emerja a la superficie. La puntuación se basa en las vueltas dadas por período.